# Adolf Schmidt (Bibliothekar)
Adolf Schmidt (* 27. Dezember 1857 in Darmstadt; † 27. Oktober 1935 ebenda) war ein deutscher Bibliothekar, Bibliotheksdirektor und Einbandforscher.

## Leben
Adolf Schmidt wurde 1857 als Sohn des Hofposamentierers Ludwig Schmidt und seiner Frau Elisabeth Rauch, geb. Geilfus in Darmstadt geboren. Er besuchte das Ludwig-Georgs-Gymnasium seiner Heimatstadt und studierte ab 1876 Germanistik und Romanistik in Gießen und Straßburg. Er wurde 1880 zum Dr. phil. promoviert. Ab 1881 war er als Akzessist an der Großherzoglichen Hofbibliothek (ab 1920 „Hessische Landesbibliothek“) in Darmstadt angestellt. Ab 1886 wurde er als Bibliothekssekretär beschäftigt und ab 1895 war er Hofbibliothekar. Im Juli 1904 wurde er Nachfolger des verstorbenen Bibliotheksdirektors Gustav Nick. Er hatte dieses Amt bis zu seiner Versetzung in den Ruhestand am 31. Dezember 1923 inne.
Schmidt machte in zahlreichen Veröffentlichungen die Schätze der Darmstädter Bibliothek bekannt, zum Beispiel mit Baron Hüpsch und sein Kabinett. Ein Beitrag zur Geschichte der Hofbibliothek und des Museums zu Darmstadt (1906). Sein besonderes Interesse galt historischen Handschriften und Inkunabeln.
Mit Bucheinbände aus dem XIV.–XIX. Jahrhundert in der Landesbibliothek zu Darmstadt von 1921 leistete er grundlegende Arbeit für die moderne Einbandforschung. Vier Jahre später publizierte Max Joseph Husung in Berlin ein ebenso großformatiges Abbildungswerk Bucheinbände aus der Preußischen Staatsbibliothek zu Berlin. In historischer Folge erläutert, nachdem dieser bereits 1922 über die Darmstädter Bucheinbände geschrieben hatte.
Schmidt unternahm mehrere Versuche für die Errichtung eines Neubaus für die Darmstädter Bibliothek. So gab es bereits einen fertigen Plan für einen Neubau von Paul Meissner am Friedensplatz, der jedoch aus Kostengründen nicht zur Ausführung kam. Ein Plan, die Bibliothek und das Staatsarchiv im ab 1912 nicht mehr benötigten Ludwigsbahnhof am Steubenplatz zusammenzuführen, wurde aufgrund des Beginns des Ersten Weltkrieges ebenfalls nicht ausgeführt.
Schmidt gehörte lange Zeit dem Vorstand des Vereins Deutscher Bibliothekare an. Er war seit 1904 Mitglied der preußischen Kommission zur Herausgabe eines Gesamtkatalogs der Wiegendrucke und ab 1913 Mitglied des Verwaltungsausschusses der Deutschen Bücherei in Leipzig.
Adolf Schmidt, der unverheiratet blieb, starb im Oktober 1935 in Darmstadt im Alter von fast 78 Jahren.

## Schriften (Auswahl)
- Guillaume, le Clerc de Normandie, insbesondere seine Magdalenlegende. Weber, Bonn 1880 (Straßburg, Univ. Diss.).
- Zur Bibliographie der älteren deutschen Litteratur. In: Zentralblatt für Bibliothekswesen, Jg. 10 (1893), S. 433–456 (online).
- Ein Sammelband deutscher Lieder aus dem Jahre 1529 in der Grossherzoglichen Hofbibliothek zu Darmstadt. In: Zentralblatt für Bibliothekswesen, Bd. 12 (1895), S. 113–129 (online).
- Zeilenzählung in Druckwerken. Inhaltsverzeichnisse und alphabetische Register in Inkunabeln. In: Zentralblatt für Bibliothekswesen, Bd. 13 (1896), S. 13–29 (online).
- Baron Hüpsch und sein Kabinett. Ein Beitrag zur Geschichte der Hofbibliothek und des Museums zu Darmstadt. Darmstadt, Hist. Ver. f. d. Großh. Hessen, 1906 (Zur Einweihung des neuen Museums in Darmstadt veröffentl. von d. Hist. Ver. f. d. Großh. Hessen).
- Baron Hüpsch und sein Kabinett. Ein Beitrag zur Geschichte der Hofbibliothek und des Museums zu Darmstadt. Darmstadt 1906.
- Bucheinbände aus dem XIV.–XIX. Jahrhundert in der Landesbibliothek zu Darmstadt. 162 Abb. auf 100 Taf. u. 2 Abb. im Text, ausgewertet und beschrieben von Adolf Schmidt, Hiersemann, Leipzig 1921.